# Batalla de Trancoso
La batalla de Trancoso enfrentó a los reinos de Portugal y Castilla el 29 de mayo de 1385. Se enmarca en la crisis de sucesión al trono de Portugal, abierta el 22 de octubre de 1383 con la muerte sin herederos varones del rey Fernando I de Portugal y la reclamación de su trono por parte el rey Juan I de Castilla, casado con la hija de su viuda y regente del reino, Leonor Téllez de Meneses, Beatriz de Portugal, lo que al cabo terminaría con la llegada al trono del hermano bastardo de Fernando I Juan I de Portugal, en abril de 1385, pocos meses antes de su resonante victoria en la batalla de Aljubarrota, dando origen a la dinastía Avís (así llamada porque Juan I de Portugal era maestre de la orden de Avís).

## Desarrollo
Mientras Juan I de Castilla entraba en el reino por el sur del país (Elvas) con una parte de sus tropas, más al norte la otra parte tomaba Almeida y llegaba después a Trancoso, que saqueaba antes de partir de nuevo hacia Viseo. Fue después de esta incursión cuando los castellanos, unos trescientos hombres, acaudillados por Juan Rodríguez de Castañeda (muerto en la batalla de Aljubarrota), Pedro Suárez de Toledo (fallecido en esta refriega) y Álvar García de Albornoz "el Mozo", se encontraron ante una hueste superior al parecer en número y formada por las mesnadas de los señores de Trancoso (Gonçalo Vasques Coutinho), Linhares (Martín Vázquez de Acuña) y Celorico (Juan Fernández Pacheco, miembro de mítico grupo de caballeros Los doce de Inglaterra), reunidas para la ocasión, motivadas y bien provistas de lanceros, arqueros y ballesteros.
El encuentro tiene lugar cerca de la capilla de São Marcos o San Marcos en Trancoso, y fue favorable a los portugueses, quienes recuperaron sus propiedades y liberaron a todos los prisioneros. Un mes después, una nueva incursión castellana, a su paso por Trancoso, quemó la ermita de São Marcos. Pero de camino a Lisboa se encontraron otra vez con tropas portuguesas en lo que fue la famosa Batalla de Aljubarrota.
Según la leyenda local, durante la batalla apareció san Marcos a caballo milagrosamente entre los caballeros, para animarlos, y los hierros de su montura estaban tallados en piedra.